# Islas de Poo
Las Islas de Poo son un grupo de pequeños farallones e islotes situados muy próximos a la costa a poniente de la villa de Llanes (Asturias), a la salida al mar de la playa de Poo en la localidad del mismo nombre.
Los topónimos de los islotes son, de este a oeste: Palo de Poo, Castro de Poo, Castro de la Olla, Castrín de León, Castro Pelau e isla de la Almenada.
Por tamaño solo destaca la isla Almenada, con una pequeña playa, y en gran parte arbustiva. En caso de temporal, las embarcaciones se pueden resguardar fondeando sobre fondo arenoso a tres brazas de profundidad en la parte S.E. de la isla, de vientos del O.S.O. y en menor medida del N.N.O.
El Palo de Poo es conocido por su peculiar forma vertical, alta y estrecha, que algunos asemejan a la popa de un barco hundiéndose, mientras que otras fuentes describen su forma como piramidal y lo asemejan a una embarcación de vela cuando se mira desde el este o el oeste.

## Galería de imágenes

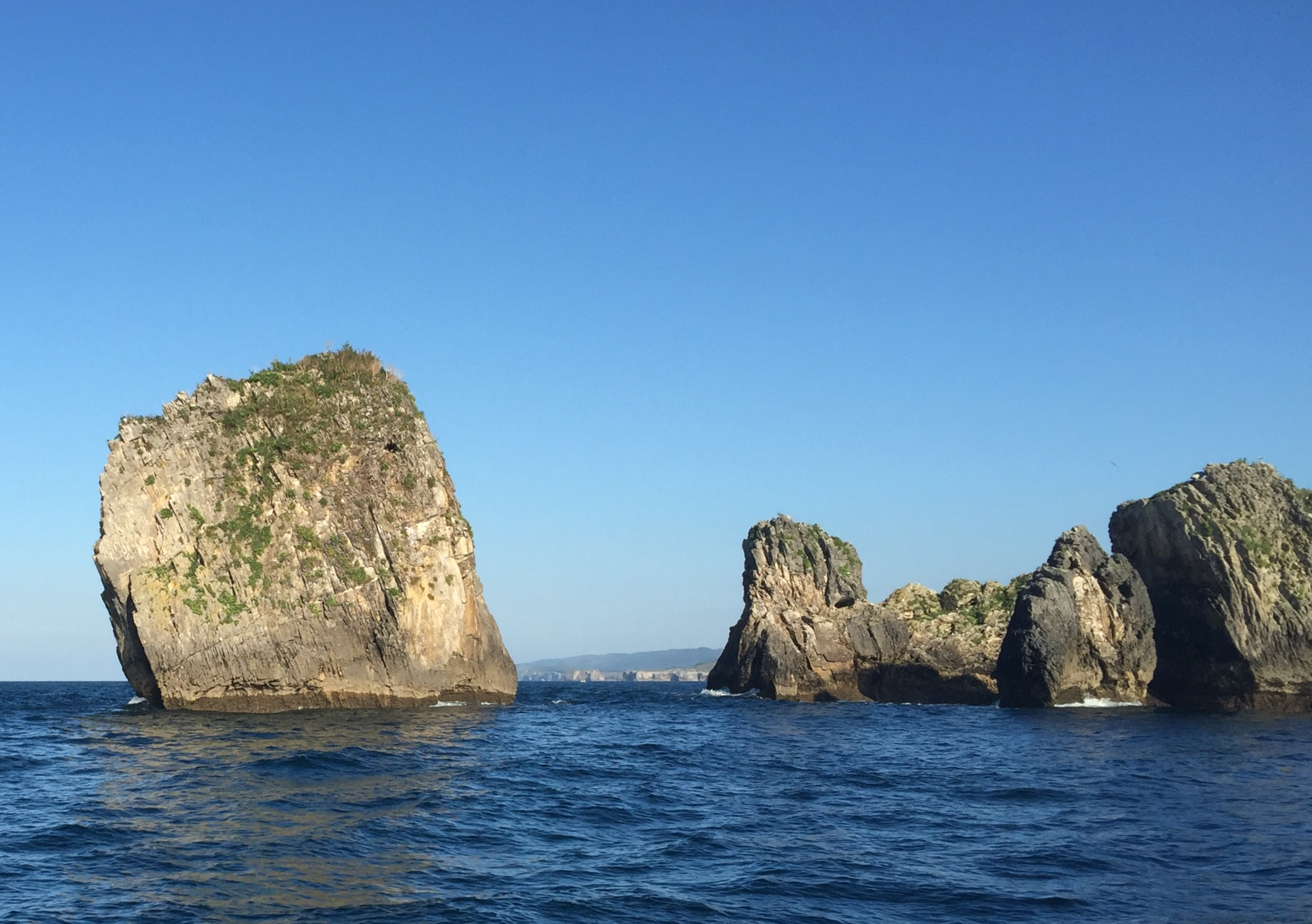
Palo de Poo izq. y Castro de Poo d.
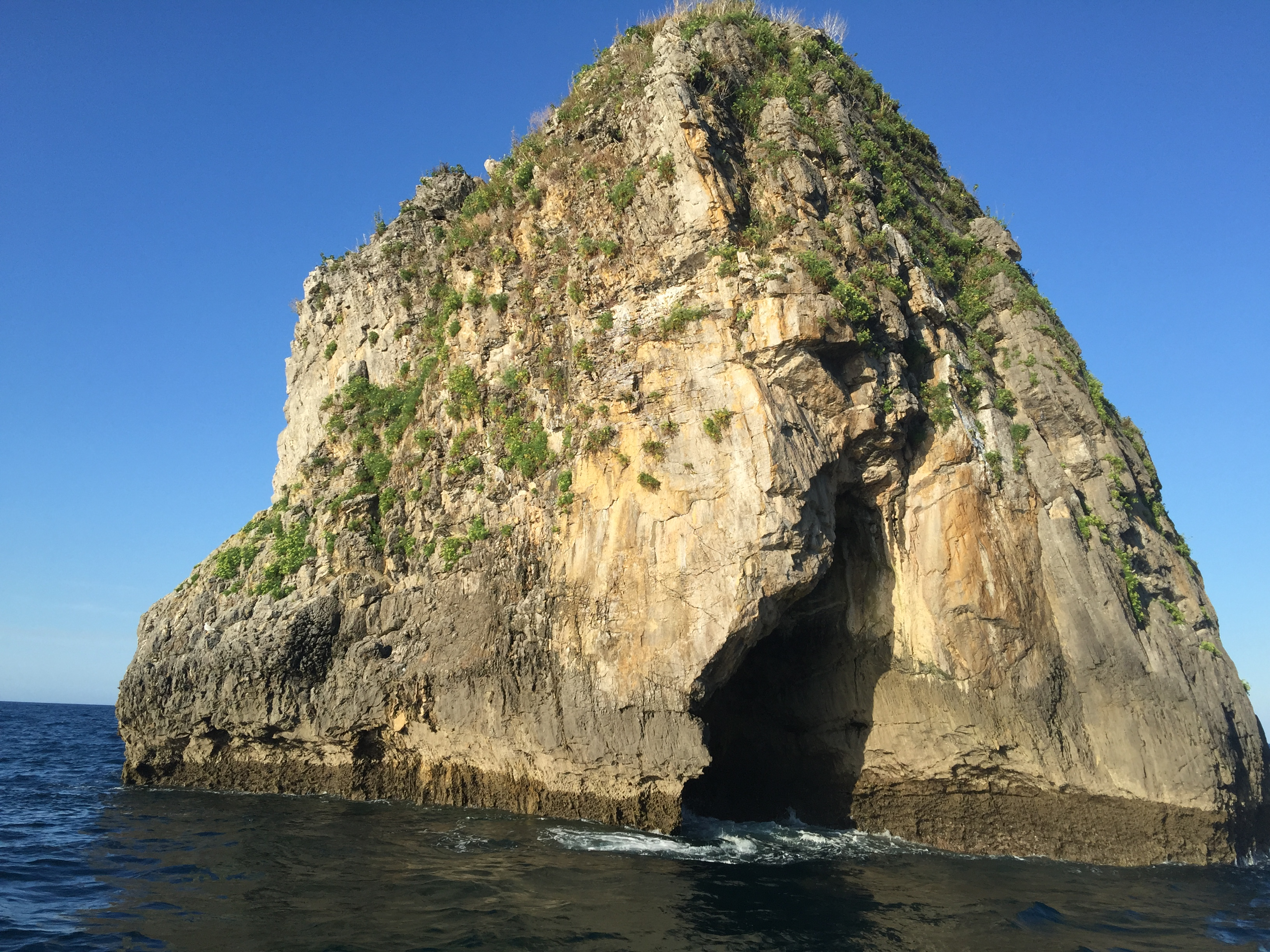
Detalle del Palo de Poo
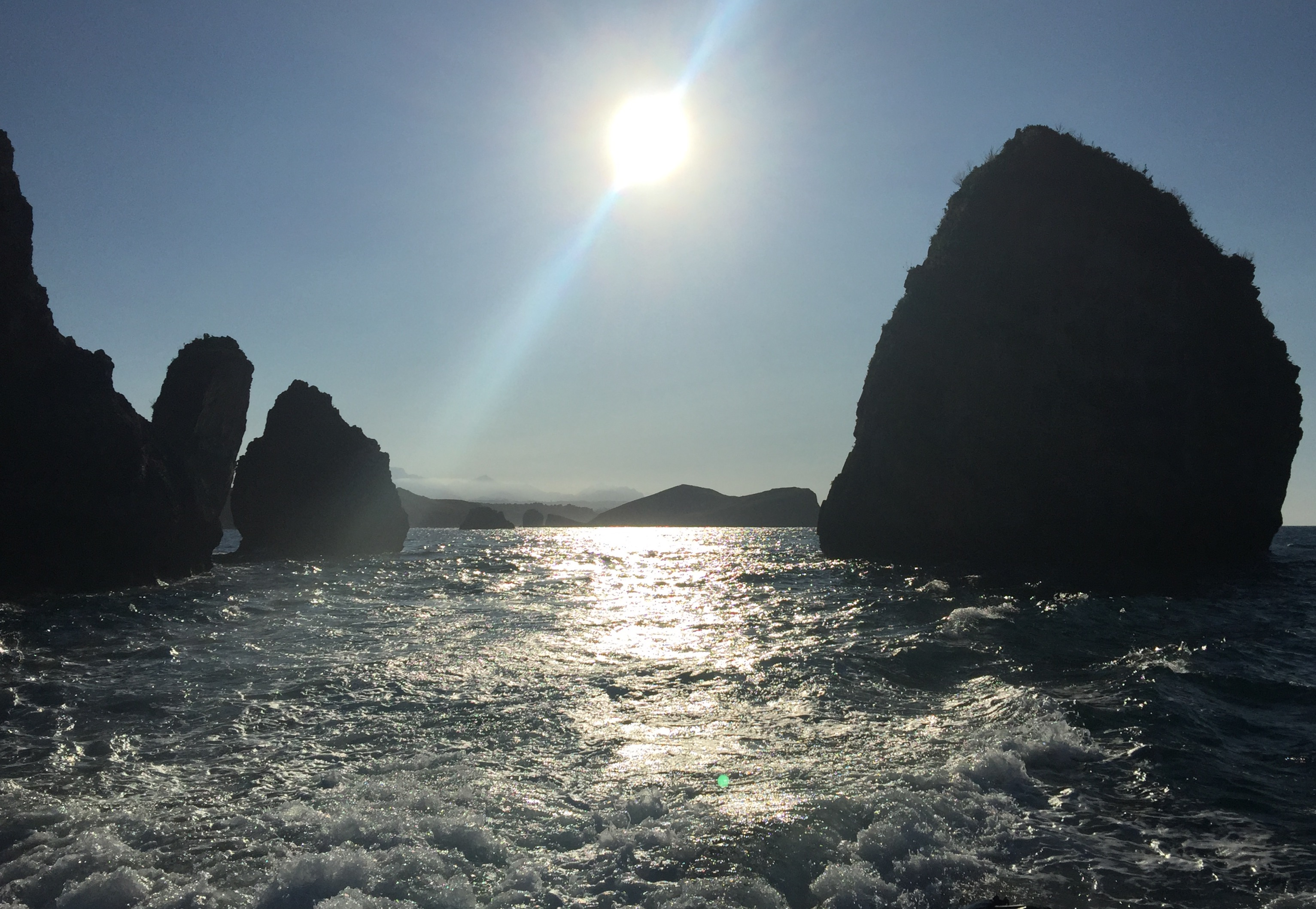
Silueta de las islas de Poo a contraluz